# Mosebacke vattentorn

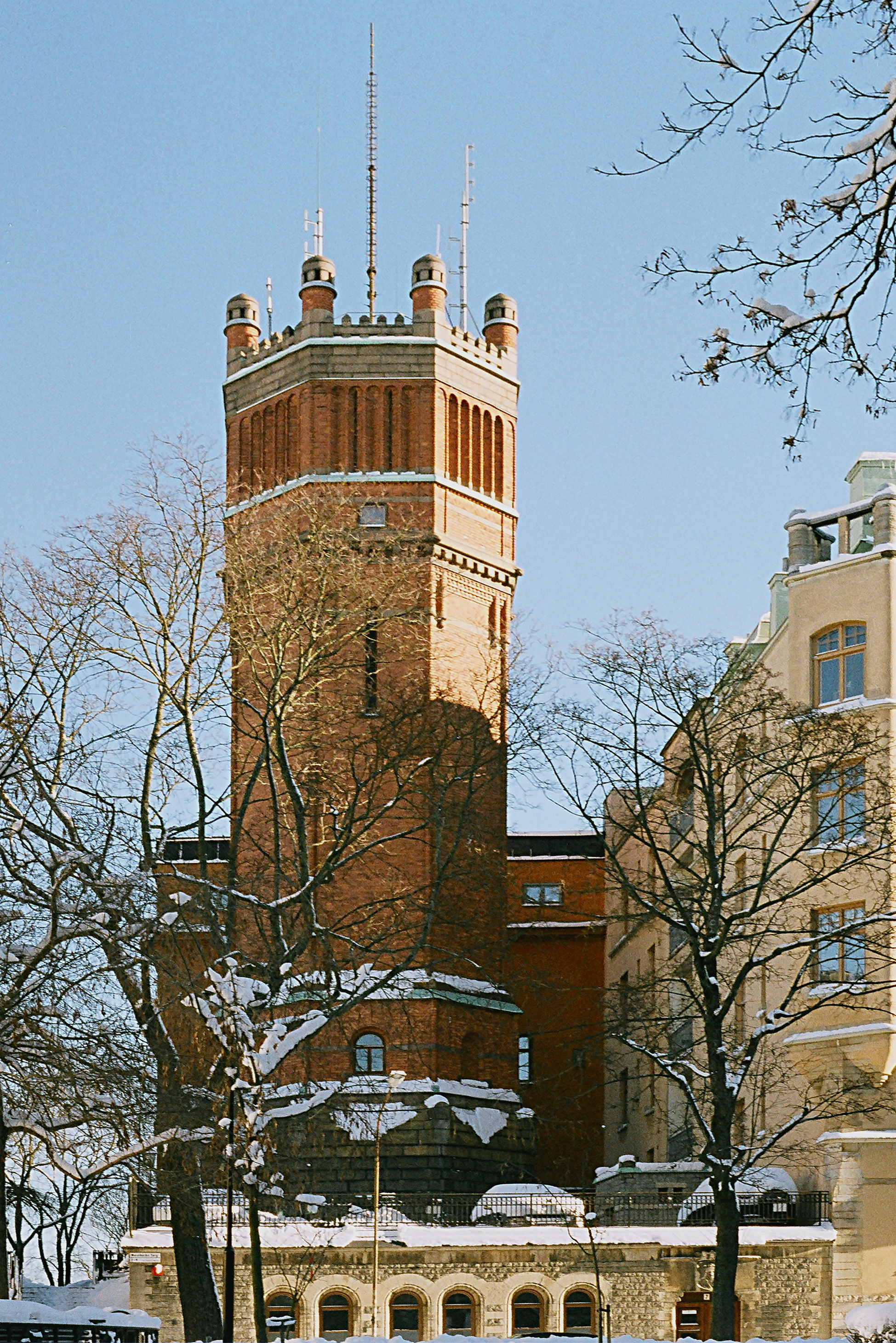
Mosebacke vattentorn

Mosebacke vattentorn, ovanpå Mosebacke pumpstation var en vattenreservoar vid Mosebacke torg / Fiskargatan på Södermalm i Stockholm. Tornet ritades av arkitekt Ferdinand Boberg och stod färdigt 1896. Genom det höga läget är tornet framträdande i stadsbilden.

## Arkitektur

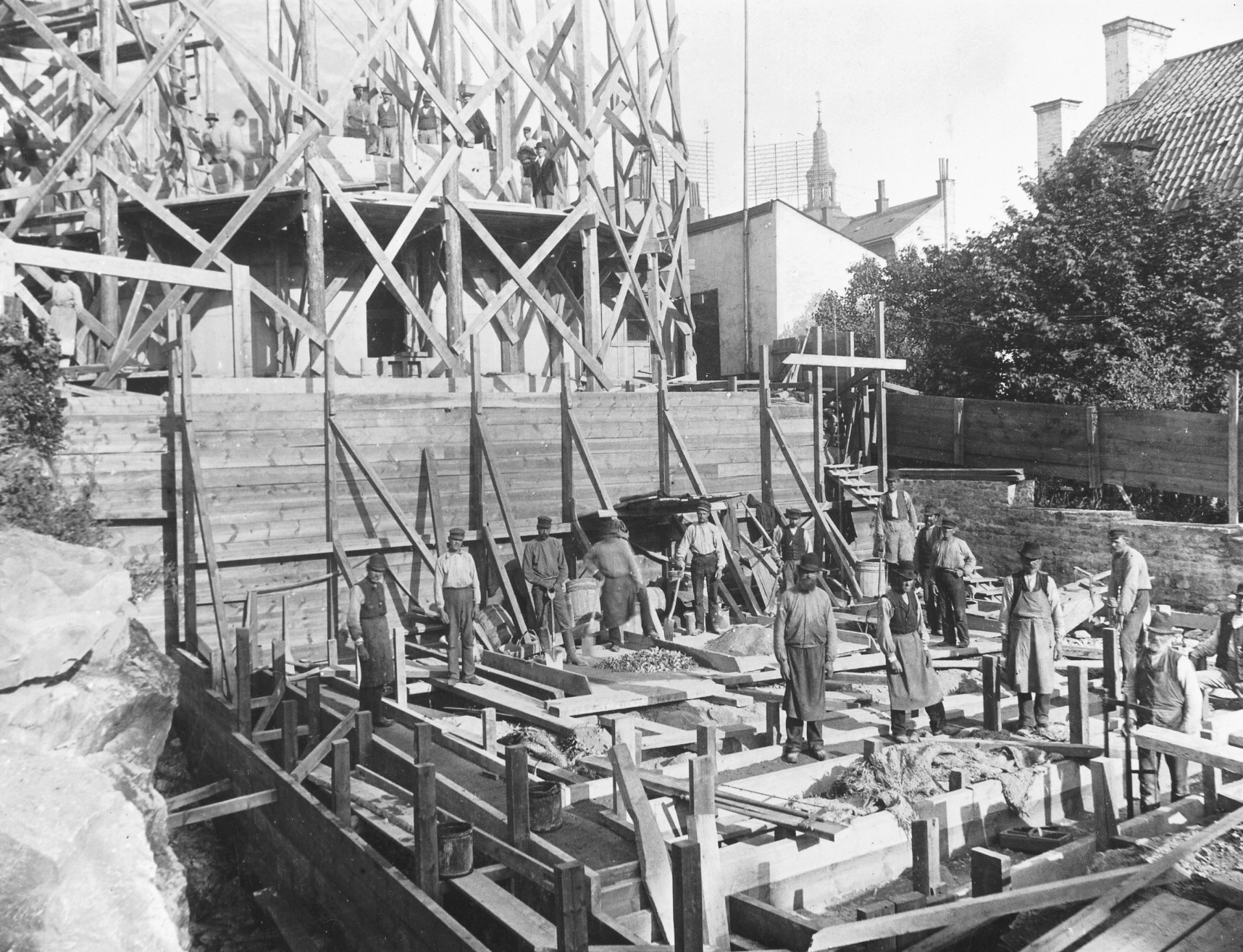
Byggarbeten 1895.

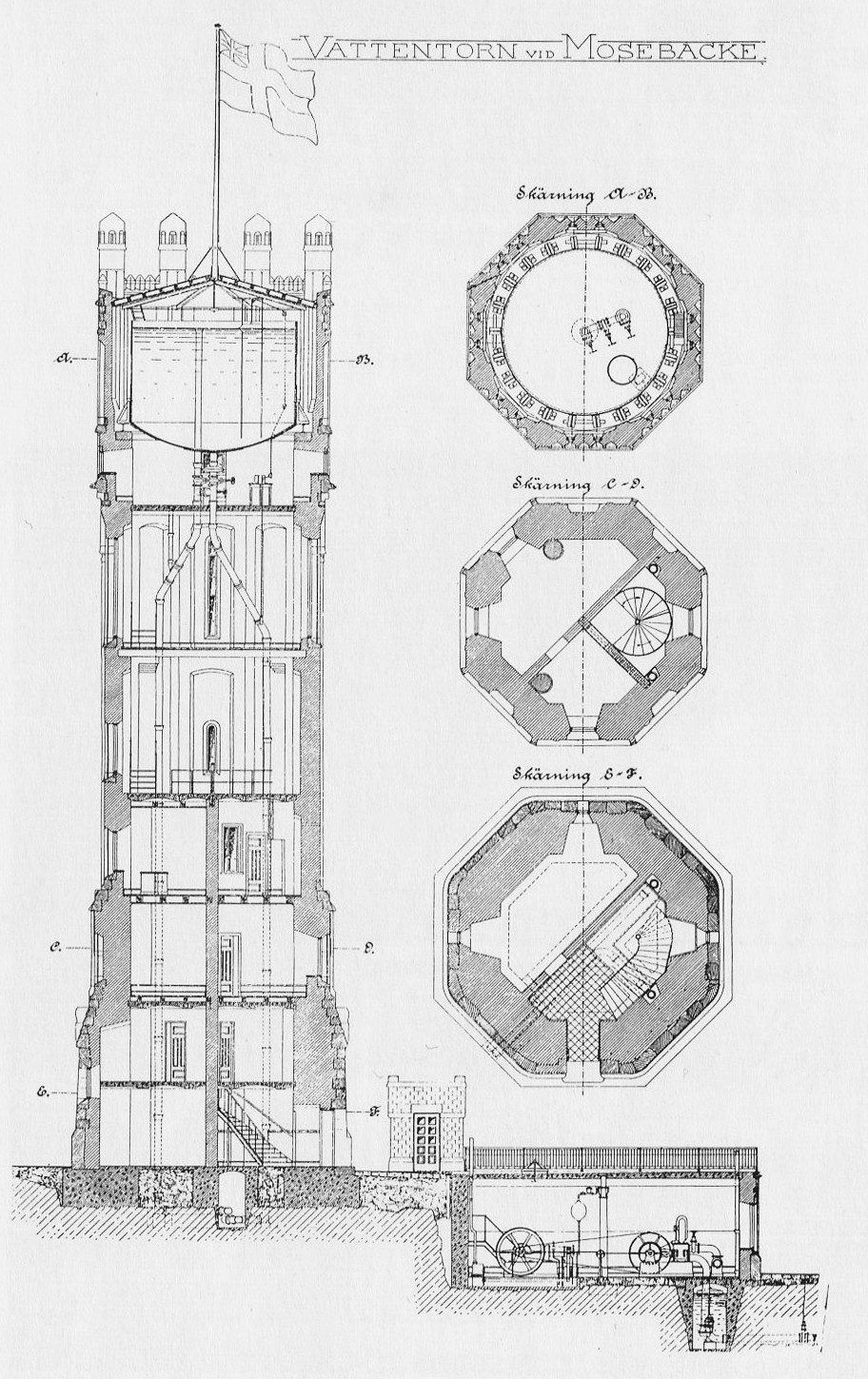
Ritningar.

Syftet med vattentornet var att öka vattentrycket för Katarinabergets högre bebyggelse i förhållande till det allmänna lågtrycksnätet. Anläggningen består av en separat pumpstation och ett 32 meter högt torn med en behållare högst upp som rymmer 104 m³ vatten. Vattnet kom i rörledning från Skanstullsverket vid Årstaviken. Mosebacke vattentorn planerades och utfördes av Stadens Byggnadskontor medan fasaderna och tornets planer ritades av Ferdinand Boberg. Vid fasadgestaltningen inspirerades Boberg möjligtvis av hörntornen för borgen i Coca i Spanien.
Den åttkantiga tornbyggnaden kläddes med rött Helsingborgstegel i mönstermurade partier och hög rundbågsfris av formtegel. Mot detta kontrasterarar en rik ornering av naturstensdetaljer. Tornets överdel har långsmala, inskurna nischer och uppskjutande hörnplintar i granit. Boberg vidareutvecklade sedan samma tema i Centralposthuset torn.

## Tornets teknik
Anläggningen drevs av två pumpverk tillverkade på Ludwigsbergs verkstad vilka enligt beskrivningen i Teknisk Tidskrift 1896 "hvardera, med en pistonhastighet af 30 meter, kunna uppfordra 600 minutliter vatten till tornbehållaren". Remmar stod för kraftöverföringen från en åtta hästkrafters gasdriven ottomotor. Bräddavloppet vid högsta vattennivå låg på 80,5 m höjd över slusströskeln och vattennivån kunde avläsas från pumprummet på en elektrisk vattenståndsmätare tillverkad av L M Ericsson. Genom klaffventiler insläpptes vatten från det allmänna nätet till högtryckszonen. I tornet fanns även en maskinistlägenhet som upptog två av de sju planen.
Vattentornets behållare togs ur bruk 1960 och idag fungerar bara anläggningen under tornet som pumpstation medan själva tornet är omvandlat från maskinistbostad till privatbostad

## Bilder

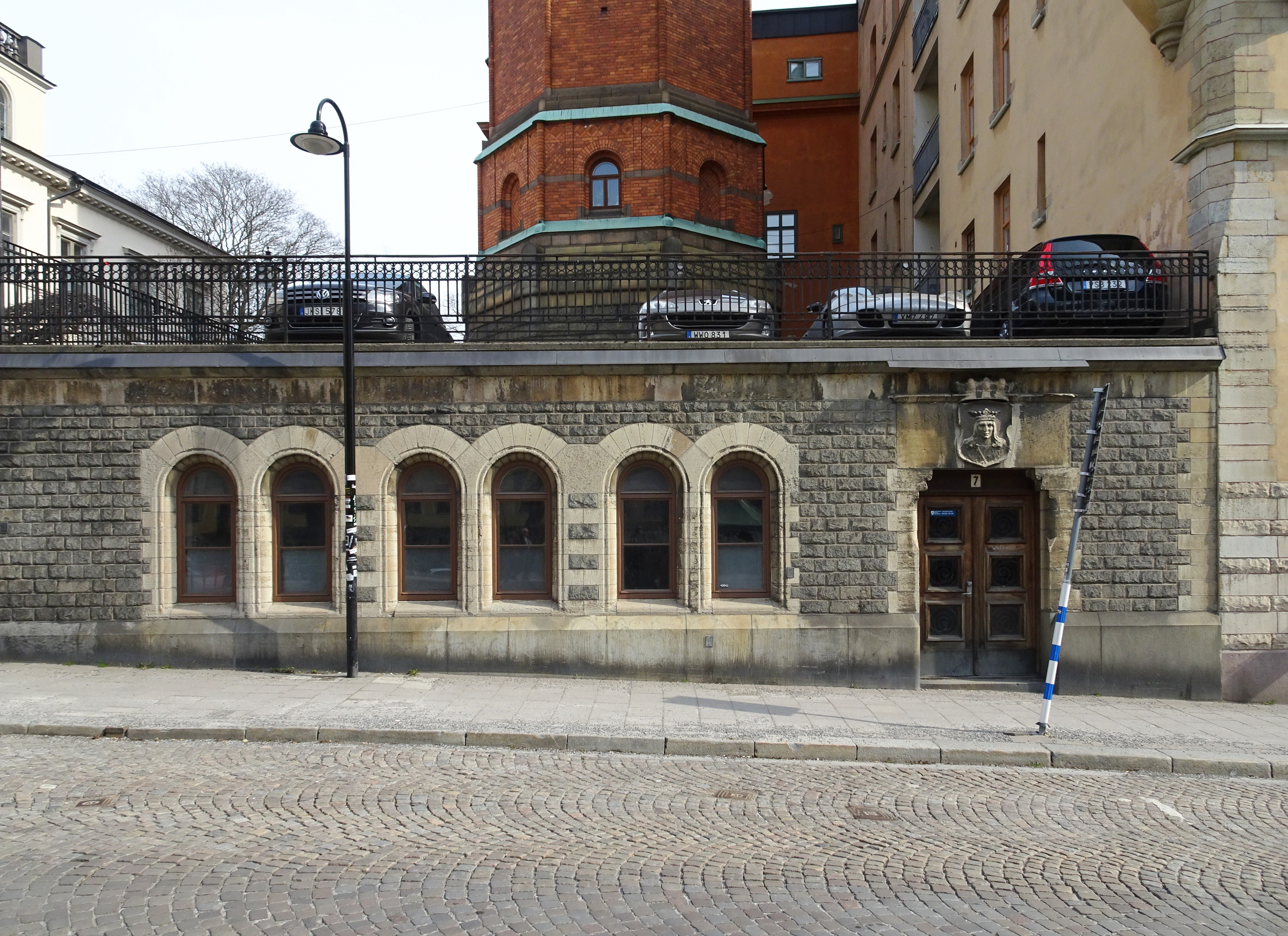
Pumphuset vid Mosebacke torg.
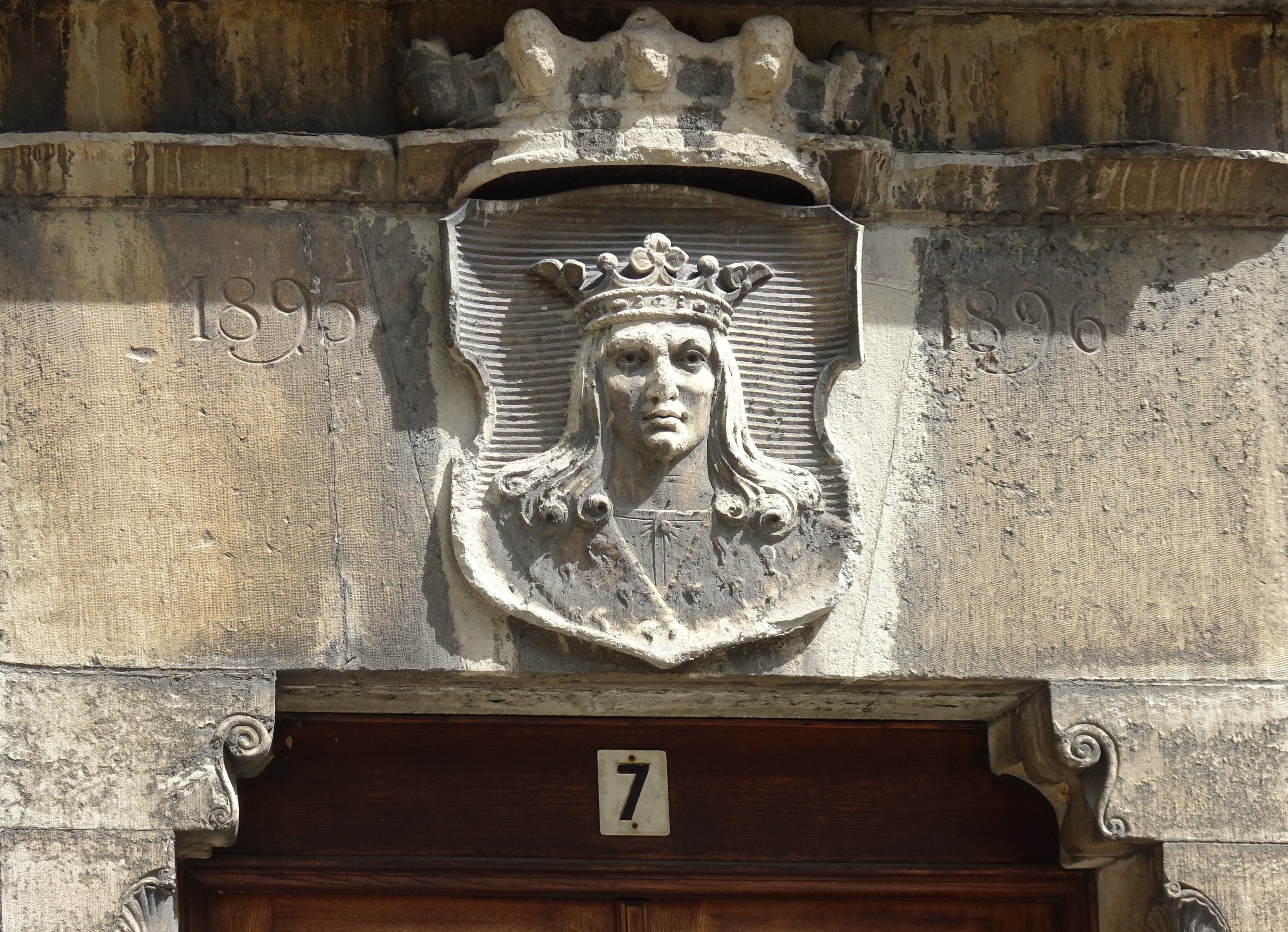
Entrén med S:t Eriks vapen.
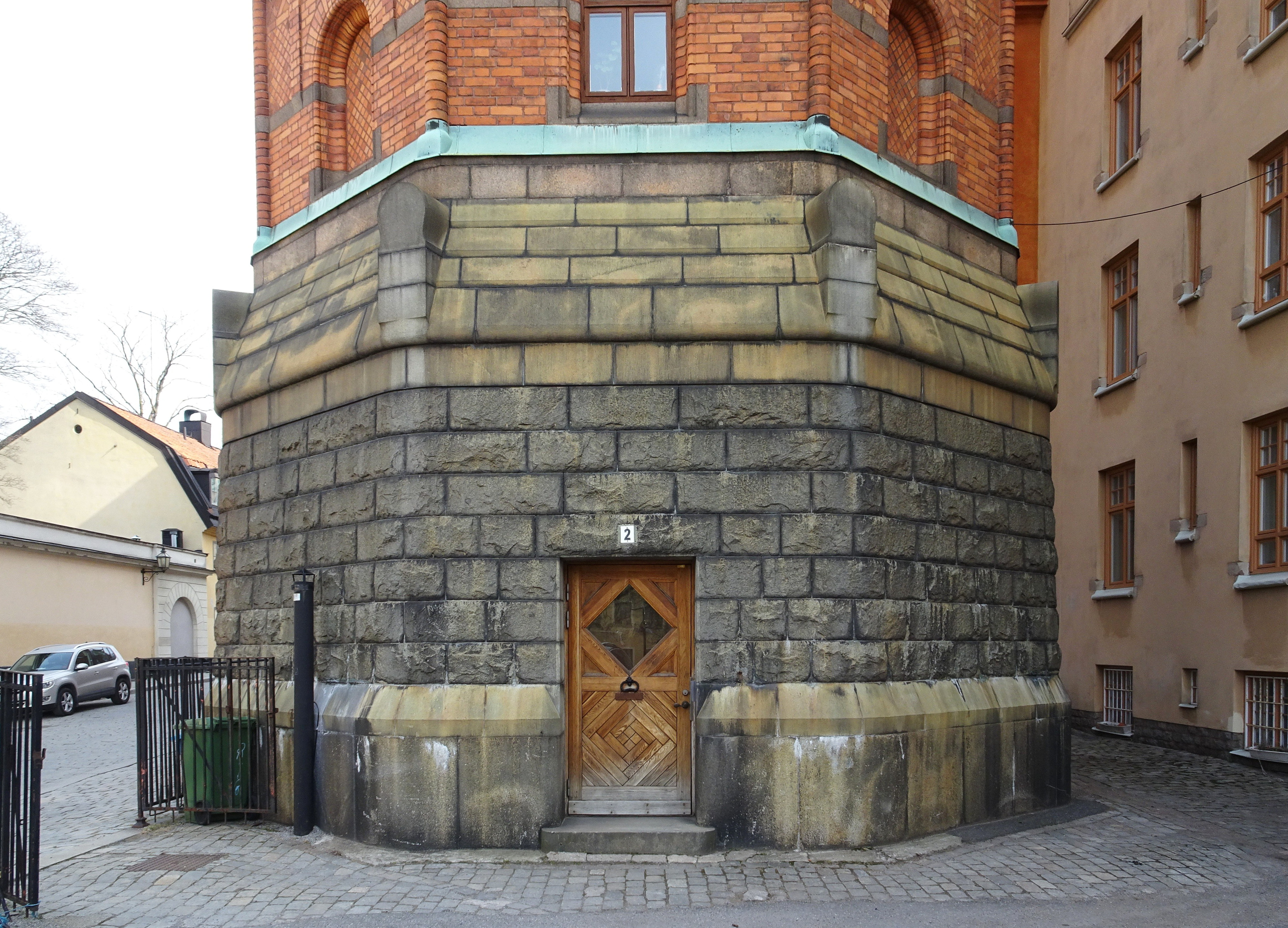
Tornets sockel och entré.
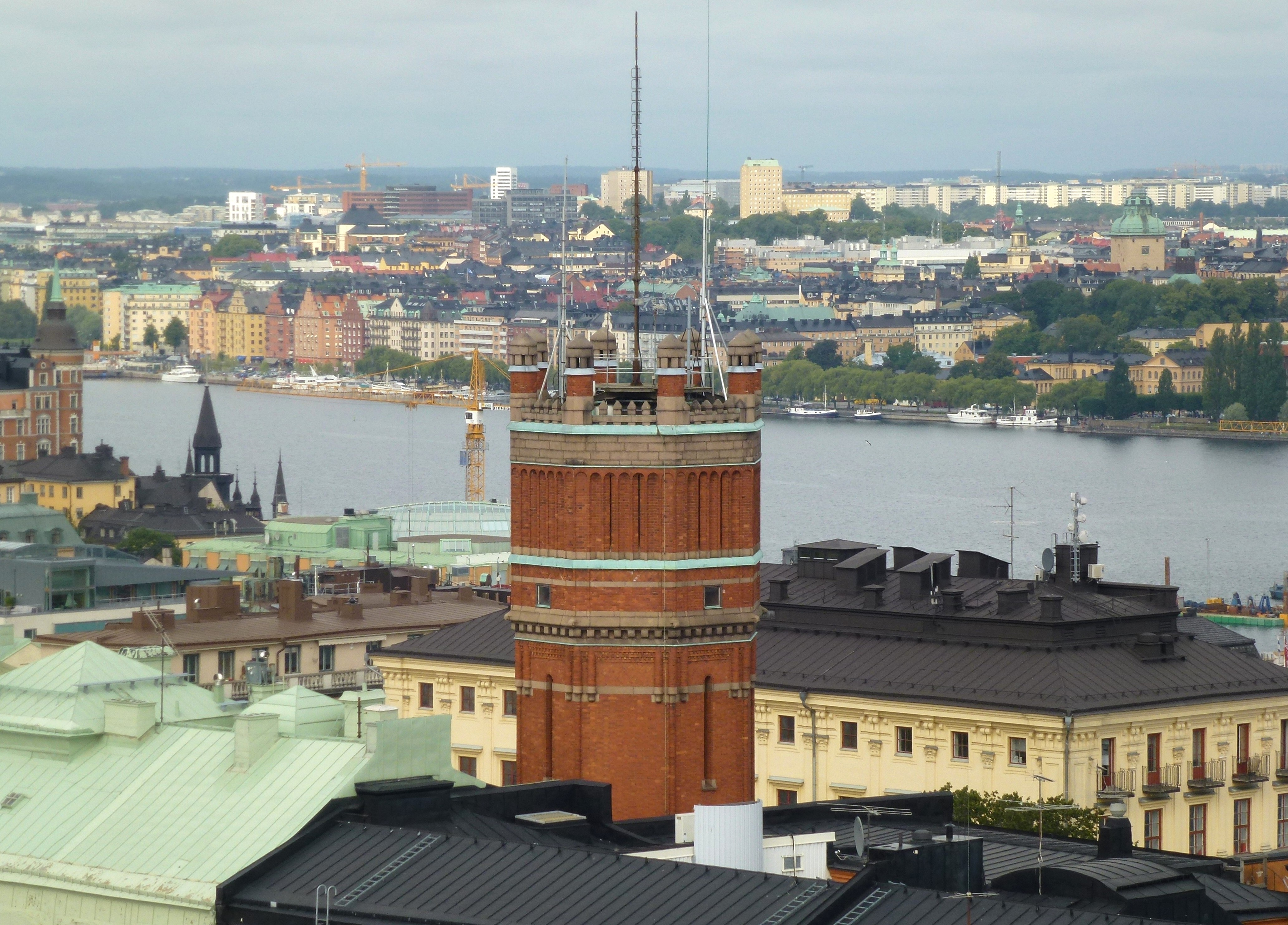
Tornet sett från Katarina kyrka.